# La Confusion des genres
La Confusion des genres és una pel·lícula francesa dirigida per Ilan Duran Cohen, estrenada el 2000. Aquest és el segon llargmetratge del director.

## Argument
L'Alain s'acosta als quaranta, però encara no sap escollir, definir-se o estimar. Multiplica els contorns d'aventures amb parelles d'ambdós sexes i es limita, professionalment, al paper d'advocat de segona classe al·legant casos poc interessants. Treballa per a l'oficina de Laurence, una vella amiga i freda "noia treballadora", que voldria casar-se amb ell. Temptat, Alain accepta dormir amb ella per posar a prova la seva comprensió. És un mig fracàs.
A més, pertorbat per la bellesa d'un dels seus clients, Marc, condemnat a cadena perpètua per assassinat, Alain accepta la petició del reclús d'assetjar la seva xicota, Babette, perquè vagi a veure'l a la presó. La Babette ja no vol sentir parlar del Marc. D'altra banda, sorgeix entre ella i l'advocat un desig mutu i no dit. Per ell, ella accepta anar a la presó. L'entrevista és un desastre.
Alain finalment es casa amb Laurence, que està embarassada d'ell. Però continuen vivint separats i l'Alain s'instal·la amb un jove, Christophe. Quan es tracta d'iniciar una aventura amb Babette, l'Alain s'escapa. Acabarà deixant-se seduir per un ex convicte a qui Marc havia enviat per assassinar-la. Laurence dona a llum un nen petit. En adonar-se de la seva manca d'instint maternal, proposa a Christophe i Alain de criar el nen.

## Repartiment
- Alain : Pascal Greggory
- Laurence : Nathalie Richard
- Christophe : Cyrille Thouvenin
- Marc : Vincent Martinez
- Babette : Julie Gayet
- Étienne : Alain Bashung
- Mère de Laurence : Bulle Ogier
- Mare d'Alain : Nelly Borgeaud
- Patricia : Valérie Stroh
- Marlène : Marie Saint-Dizier
- Karim : Malik Faraoun
- Pare d'Alain : Michel Bertay
- Pare de Christophe : Vincent Gauthier
- Propietari de la perruqueria: Michèle Brousse

## Premis i nominacions
Durant la 26a cerimònia dels Premis César, Pascal Greggory va ser nominat al César al millor actor i Cyrille Thouvenin al Millor actor prometedor. També va participar en la XXII edició de la Mostra de València on va guanyar la Palmera de Plata a la millor pel·lícula.